# Dosso Alto
Il Dosso Alto (2 065 m s.l.m.) è una montagna delle Prealpi Bresciane che si trova in Lombardia (provincia di Brescia).

## Caratteristiche
La montagna rappresenta la massima elevazione della Catena Bresciana Orientale. Si colloca subito a sud-sud est del Passo del Maniva e fa parte delle cime appartenenti al comprensorio del Maniva.
È, assieme alla Corna Blacca, la montagna più significativa delle cosiddette Dolomiti bresciane. Infatti nella zona a sud del passo del Maniva affiorano rocce calcaree che rendono la regione simile alle più famose Dolomiti.

## Salita alla vetta
Si può salire sulla montagna partendo dal passo del Maniva (solo per escursionisti esperti). La via normale di salita, adatta a tutti, inizia dal vicino Passo del Dosso Alto.